# تپه خوشن
تپه خوشن مربوط به کالکولتیک (مس‌سنگی) ـ عصر برنز I ـ هزاره اول (پیش از میلاد) - دوره اسلامی قرن ۶ تا ۸ ه.ق است و در شهرستان پیرانشهر، بخش لاجان، دهستان لاهیجان غربی، روستای گردسور واقع شده است. این اثر در تاریخ ۳۰ دی ۱۳۸۵ با شمارهٔ ثبت ۱۶۸۲۷ به عنوان یکی از آثار ملی ایران به ثبت رسیده است.